# Bohonal de Ibor
Bohonal de Ibor ist ein Ort und eine Gemeinde (municipio) mit 503 Einwohnern (Stand: 2024) in der Provinz Cáceres in der Autonomen Region Extremadura im Südwesten Spaniens.

## Lage
Der Ort Bohonal de Ibor liegt in einer vom Río Tajo durchflossenen Senke südlich der Sierra de Gredos und nördlich der Montes de Toledo gut 130 km (Fahrtstrecke) nordöstlich der Provinzhauptstadt Cáceres in einer Höhe von ca. 350 m ü. d. M. Der Río Ibor verläuft etwa 10 km westlich; die Grenze zur Nachbarregion Kastilien-La Mancha befindet sich ca. 10 km östlich. Das Klima ist gemäßigt bis warm; Regen (ca. 400 mm/Jahr) fällt hauptsächlich im Winterhalbjahr.

## Bevölkerungsentwicklung
| Jahr      | 1842  | 1900 | 1950  | 2000 | 2016 |
| Einwohner | k. A. | 947  | 1.699 | 580  | 494  |

Der deutliche Bevölkerungsrückgang seit den 1950er Jahren ist im Wesentlichen auf die Mechanisierung der Landwirtschaft und den damit einhergehenden Verlust von Arbeitsplätzen zurückzuführen.

## Wirtschaft
Die Gegend hat kaum landwirtschaftlich nutzbare Flächen. Der Anbau von Weizen und anderen Feldfrüchten diente früher vorwiegend der Selbstversorgung; daneben gab es viele unbearbeitete Flächen aufgrund des Wassermangels, die sich jedoch für extensive Viehhaltung (Schafe und Ziegen) eignen, auch wenn in früheren Jahrhunderten die Herden im Sommer auf Triftwegen (cañadas) in die höher gelegenen Bergregionen in der Mitte und im Norden Spaniens getrieben werden mussten.

## Geschichte
Wie mehrere, allerdings arg zerstörte Dolmen beweisen, war das Gemeindegebiet bereits in der Jungsteinzeit besiedelt. In römischer Zeit führte ein Verbindungsweg zwischen den bedeutenden Römerstädten Emerita Augusta (Mérida), Caesarobriga (Talavera de la Reina), Toletum (Toledo) und Caesaraugusta (Saragossa) am Ufer des Tajo entlang; hier entstand eine kleine Römerstadt mit Namen Augustobriga (später Talavera la Vieja genannt). Die Westgoten hinterließen kaum Spuren. Die Region wurde im 8. Jahrhundert von den Arabern und ihren maurischen Hilfstruppen überrannt; archäologische Zeugnisse fehlen jedoch. Mérida und sein Umland wurden um das Jahr 1230 von den kastilisch-leonesischen Truppen Alfons’ IX. aus den Händen der Mauren zurückerobert (reconquista) und sukzessive von Christen aus dem Norden und von Flüchtlingen aus Al-Andalus besiedelt. Der Ort Bohonal entstand wahrscheinlich erst im ausgehenden 15. Jahrhundert.

## Sehenswürdigkeiten

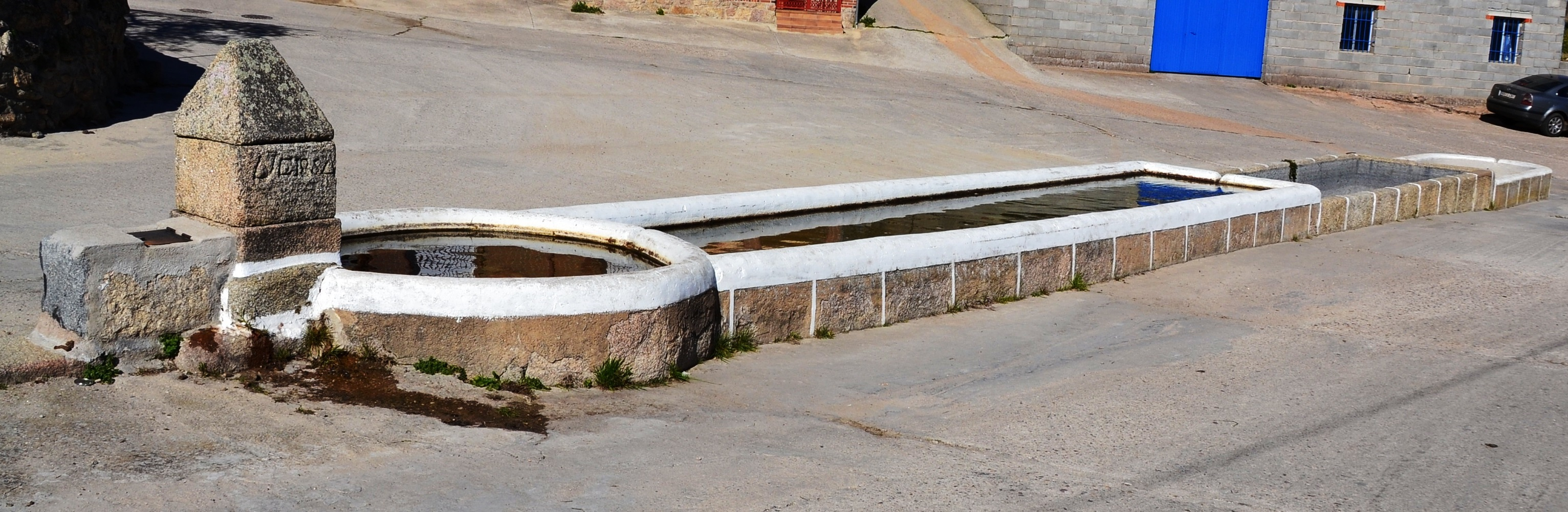
Viehtränken (abrevaderos)

- Die einschiffige Kirche San Bartolomé entstammt der Zeit um 1500; ihre Westfassade ist – abgesehen von einem einfachen Glockengiebel (espadaña) – vollkommen schmucklos. Das Mauerwerk besteht im unteren Teil aus exakt behauenen Granitsteinen; der obere Teil ist aus Bruchsteinen gemauert. Zwei Seitenportale führen in das Kirchenschiff, welches von einer neuen Holzdecke überspannt wird. Der Uhrturm wurde in den 1920er Jahren angebaut.[6]
- In eine Straße sind mehrere Viehtränken (abrevaderos) eingelassen.

Umgebung
- Die Ruinen der Römerstadt Augustobriga befinden sich ca. 2,5 km nördlich des heutigen Ortes oberhalb der Talsperre Valdecañas.